# Maxillaria luteograndiflora
Maxillaria luteograndiflora é uma espécie de planta do gênero Maxillaria e da família Orchidaceae.

## Taxonomia
Os seguintes sinônimos já foram catalogados:  
- Maxillaria luteoalba turneri  (Hook. ex F.Buyss.) A.H.Kent
- Maxillaria robusta  Barb.Rodr.
- Maxillaria turneri  Hook. ex F.Buyss.

## Forma de vida
É uma espécie epífita e herbácea.

## Descrição
Maxillaria luteograndiflora pode ser confundida com Maxillaria kegelii e Maxillaria leucaimada, podendo ser distinguida de M. kegelii através da forma do pseudobulbo (elipsoide ou orbicular vs. ovóide), pelo número de raques por pseudobulbo (1-2 vs. numerosas), pelo ápice das sépalas (agudo vs. arredondado) e pétalas (agudo vs. obtuso), pela margem das sépalas e pétalas (revoluta vs. não revoluta) e pela forma do lobo mediano do labelo (oblongo vs. suborbicular). É diferenciada de M. leucaimata pela forma do pseudobulbo (elipsoide ou orbicular vs. fusiforme), pelo ápice das sépalas e pétalas (agudo vs. arredondado ou obtuso), pela margem das sépalas e pétalas (revoluta vs. não revoluta), pelo ápice dos lobos laterais do labelo (arredondado vs. obtuso), pela forma do lobo mediado no labelo (oblongo vs. suborbicular) e curvatura da coluna (levemente curva vs. reta).
| Raiz                                               | Raiz                                                      |
| -------------------------------------------------- | --------------------------------------------------------- |
| cor da ponta                                       | verde                                                     |
| Caule                                              |                                                           |
| crescimento                                        | simpodial/cespitosa/adpresso ao substrato                 |
| pseudobulbo                                        | conspícuo                                                 |
| forma e textura                                    | elipsoide/orbicular/levemente lateralmente compresso/lisa |
| lâmina da bráctea                                  | ausente                                                   |
| Folha                                              |                                                           |
| tipo e forma                                       | oblonga                                                   |
| ápice                                              | arredondado/agudo/assimétrico                             |
| número                                             | 1                                                         |
| Inflorescência                                     |                                                           |
| tipo                                               | 1 à 2 raque por pseudo/mais curta que folha               |
| Flor                                               |                                                           |
| cor e padrão principal das sépalas e pétalas       | branca/amarela/não ornamentada                            |
| cor e padrão principal do labelo                   | branco/amarelo/castanho/margem com cor diferente          |
| dorsal sépala e pétala posição em relação a coluna | recurvada                                                 |
| formato da sépala                                  | oblonga/ápice agudo                                       |
| formato da pétala                                  | oblonga/ápice agudo                                       |
| pétala tamanho em relação a sépala                 | subiguais                                                 |
| formato do labelo quando inteiro                   | não aplicável                                             |
| formato do labelo quando trilobado - lobo lateral  | semi elíptico/ápice arredondado                           |
| formato do labelo quando trilobada - lobo mediano  | oblongo/ápice arredondado                                 |
| calo                                               | oblongo                                                   |
| coluna                                             | levemente curva/pé conspícuo                              |

## Conservação
A espécie faz parte da Lista Vermelha das espécies ameaçadas do estado do Espírito Santo, no sudeste do Brasil. A lista foi publicada em 13 de junho de 2005 por intermédio do decreto estadual nº 1.499-R.

## Distribuição
A espécie é encontrada nos estados brasileiros de Amazonas, Bahia, Espírito Santo e Pará.
Em termos ecológicos, é encontrada nos  domínios fitogeográficos de Floresta Amazônica e Mata Atlântica, em regiões com vegetação de floresta ombrófila pluvial.